# Comuna Stari Vorobii, Malîn
Stari Vorobii (în ucraineană Старовороб'ївська сільська рада) este o comună în raionul Malîn, regiunea Jîtomîr, Ucraina, formată din satele Krupske, Perșotravneve și Stari Vorobii (reședința).

## Demografie
Componența lingvistică a comunei Stari Vorobii
     Ucraineană (97,65%)
     Rusă (1,96%)
     Alte limbi (0,39%)
Conform recensământului din 2001, majoritatea populației comunei Stari Vorobii era vorbitoare de ucraineană (97,65%), existând în minoritate și vorbitori de rusă (1,96%).